# Podracer
Een Podracer is een fictief voertuig uit de saga Star Wars. De podracers en hun piloten zijn te zien in Star Wars: Episode I: The Phantom Menace. Ze worden gebruikt als onderdeel van de beroemde sport op onder andere Tatooine, die podracing wordt genoemd. 
Een podracer is een kleine cockpit die wordt voortgetrokken door twee straalmotoren, die verbonden zijn aan de eigenlijke 'pod' door twee steelton-kabels. Er kunnen op rechte stukken snelheden tot 800 km/u gehaald worden. Podracen is, vanwege de snelle reflexen e.d. die ervoor vereist zijn, geen sport voor mensen, hoewel er één persoon is die wel podracet én een mens is, namelijk de slaaf Anakin Skywalker. Anakin wint de race op Tatooine en verdient er zijn vrijheid mee, plus een hoop prijzengeld. De podracers worden op maat gemaakt, daar de buitenaardse piloten in vorm en gewicht verschillen. De bekendste podrace, Boonta Eve Podrace, wordt gehouden in het dorpje Mos Espa op Tatooine. De dug Sebulba is daar meestal de favoriet om te winnen, totdat Anakin daar verandering in brengt.
Pitdroids zijn een veel geziene verschijning bij de podrace. Zij zijn samen met mensen de monteurs van de podracers.

## Bekende podracers
Dit is een lijst van de podracers die deelnemen aan de Boonta Race uit Star Wars:

### BT410 Quadra-Pod bestuurd door Ben Quadinaros
De BT410 Quadra-Pod is een podracer met een 2,72 meter lange cockpit en 4 motoren van 4,5 meter lang. Deze kon een heel hoge snelheid halen van 940 km/u maar was traag in het accelereren. Ben Quadinaros had de pech dat hij tijdens de Boonta Eve Classic problemen had bij het starten. Toen Quadinaros de podracer toch gestart kreeg braken de binders van de motoren en vlogen die in verschillende richtingen weg.

### Custom Ord Pedrovia bestuurd door Gasgano
De Custom Ord Pedrovia is een podracer met een cockpit van 2,72 meter lang en stabilisator-vinnen vooraan de 6,71 meter lange motoren. Deze kon een snelheid halen van 823 km/u maar kon snel oververhit raken. Gasgano is een xexto met 6 armen en snel reflexen. Hierdoor kan hij heel goed en snel de podracer bedienen. Hij eindigde 2de in de Boonta Eve Classic.

### FG 8T8-Twin Block2 Special bestuurd door Neva Kee
De FG 8T8-Twin Block2 Special is een podracer met cockpit die in tegenstelling tot alle andere podracers vast gemonteerd is tussen beide motoren. Hierdoor verhoogt de stabiliteit en heeft de bestuurder, Neva Kee, een beter zicht. Het toestel kan door de vaste constructie van 7,16 meter maar snelheden behalen van 785 km/u. In de Boonta Eve Classic verdwijnt hij spoorloos tijdens de 2de ronde.

### GPE-3130 bestuurd door Gran Mawhonic
De GPE-3130 is een podracer met 3,53 meter lange U-vormige cockpit. De podracer heeft 3,81 meter lange motoren waarmee een snelheid van 775 km/u kan gehaald worden. Gran Mawhonic stond in pole positie aan de start maar kwam hierdoor als eerste de gewetenloze Sebulba tegen die hem liet crashen in de 1ste ronde van de Boonta Eve Classic. De podracer was volledig vernield.

### IPG-X1131 Longtail bestuurd door Teemto Pagalies
De IPG-X1131 is een podracer waarvan de 5,33 meter lange cockpit bestaat uit een roterende schijf. Deze wekt door de rotatie van 230 toeren/minuut, een elektromagnetisch veld op die stabiliteit verschaft. Het toestel heeft 2 10,67 meter lange motoren waarmee een snelheid van 775 km/u behaald wordt. Teemto Pagalies wordt tijdens de Boonta Eve Classic neergeschoten door Tusken Raiders tijdens de 2de ronde.

### J930 Dash-8 bestuurd door Ebe Endocott
De J930 Dash-8 is een podracer met cockpit van 3,05 meter lang. De motoren van 9,55 meter lang konden een snelheid opwekken van 785 km/u. De motoren waren voorzien van een X-vormige vleugels. De podracer van Ebe Endocott had heel korte kabels waardoor de cockpit dicht bij de motoren zat. Hij werd 4de in de Boonta Eve Classic.

### KRT 410C bestuurd door Elan Mak
De KRT 410C is een podracer met 2,03 meter lange kuip-vormige cockpit. Het toestel kan een snelheid behalen van 775 km/u door de 3,81 meter lange motoren. Het heeft echter een trage acceleratie. Elan Mak deed mee aan de race om Aldar Beedo te doden. Hij eindigde 5de in de Boonta Eve Classic.

### KV9T9-B Wasp bestuurd door Clegg Holdfast
De KV9T9-B Wasp is een podracer met cockpit van 4,42 meter lang. De motoren van 10,36 meter lang konden een snelheid opwekken van 800 km/u. Daarbij had het toestel een goede wegligging, een goede acceleratie en een degelijke besturing. Enkel het remvermogen was aan de lage kant. In de 2de ronde werd Clegg Holdfast door de vlammenwerper van Sebulba geraakt en crashte hierdoor. Volgende officiële einduitslag eindigde hij 7de in de Boonta Eve Classic.

### MARK IV Flat-Twin Turbojet bestuurd door Aldar Beedo
De MARK IV Flat-Twin Turbojet is een podracer met cockpit van 5,28 meter lang. De 10,59 meter lange vlakke motoren kunnen een snelheid van 823 km/u behalen. Huurmoordenaar Aldar Beedo werd 3de in de Boonta Eve Classic.

### Plug-2 Behemoth bestuurd door Mars Guo
De Plug-2 Behemoth is een podracer met cockpit van 4,11 meter lang. De 7,24 meter lange motoren kunnen een snelheid van 790 km/u halen. Het toestel heeft een goede wegligging en een goede acceleratie en was hierdoor een geduchte voertuig. Mars Guo kon de eindmeet echter niet halen doordat Sebulba een metalen voorwerp in zijn motoren wierp. Deze blokkeerden en  de podracer stortte neer in de woestijn gedurende de 2de ronde in de Boonta Eve Classic.

### Plug-8G 927 Cluster Array bestuurd door Ark "Bumpsy" Roose
De Plug-8G 927 is een podracer met een volledig afgesloten cockpit van 1,83 meter lang. De 4,5 meter lange motoren kunnen een snelheid van 775 km/u halen. Het toestel heeft een moeilijke besturing. Ark Roose crashte in de 2de ronde in de Boonta Eve Classic tegen Dud Bolt.

### Plug-F Mammoth bestuurd door Sebulba
De Plug-F Mammoth is een podracer met cockpit van 3,96 meter lang. De 7,47 meter lange V-vormige motoren kunnen een snelheid van 829 km/u halen. Het toestel beschikt over sensoren die de tegenstanders analyseert. Daarnaast heeft het ook wapens aan boord waaronder een vlammenwerper. De ewetenloze Sebulba bestuurde deze podracer in de Boonta Eve Classic. Hij is de oorzaak van het pech van verschillende tegenstanders. In de 1ste ronde ramde hij Gran Mawhonic. In de 2de ronde gebruikte hij een vlammenwerper tegen Clegg Holdfast en wierp een stuk metaal in de motoren van Mars Guo. Hij probeerde in de laatste ronde Anakin Skywalker te laten crashen maar raakte hierdoor zelf in de problemen en viel uit de wedstrijd in het laatste rechte stuk.

### Quadrijet 4Barrel 904E bestuurd door Boles Roor
De Quadrijet 4Barrel 904E is een podracer met cockpit van 6,86 meter lang. De 7,39 meter lange motoren met dubbele verbranding en 4 uitlaten kunnen een snelheid van 790 km/u halen. Het toestel raakt soms wel oververhit. Boles Roor  had hiermee al twee keer de Boonta Eve Classic gewonnen, maar eindigde nu als 6de.

### Titan 2150 bestuurd door Ratts Tyerell
De Titan 2150 met bijnaam Scatalpen is een podracer met cockpit van 2,03 meter lang. De 9,63 meter lange motoren kunnen een snelheid van XXX km/u halen. Het toestel heeft een slechte wegligging en een slechte acceleratie. Ratts Tyrell had de podracer ook van wapens voorzien om Sebulba terug te kunnen nemen. Andere tegenstanders wou hij hiermee niet aanvallen. Hij kreeg echter de kans niet want door een botsing ontplofte de podracer met bestuurder in de 1ste ronde van de Boonta Eve Classic.

### TurboDyne 99-U bestuurd door Wan Sandage
De TurboDyne 99-U is een podracer met cockpit van 2,06 meter lang. De 5,03 meter lange motoren kunnen een snelheid van 785 km/u halen. Het toestel had een goede wegligging en een goed remsysteem. Twee vleugels voor de motoren geleiden de lucht in de motoren. Wan Sandage kon de meet echter niet halen doordat hij neer stortte in de 3de ronde van de Boonta Eve Classic.

### Vulptereen 327 bestuurd door Dud Bolt
De Vulptereen 327 of Vulptereen RS557 is een podracer met cockpit van 3,66 meter lang. De 7,92 meter lange vlakke motoren met klauwen vooraan, kunnen een snelheid van 760 km/u halen. Het toestel heeft een zwakke koeling en zwakke acceleratie maar een heel goede wegligging. Deze goede wegligging gebruikte Dud Bolt om de tegenstanders te hinderen. Bolt is ook de lijfwacht van Sebulba. In de  3de ronde van de Boonta Eve Classic botst hij echter tegen Ark Roose en eindigde we wedstrijd van hem.

### XL 5115 bestuurd door Ody Mandrell
De XL 5115 is een podracer met cockpit van 3,76 meter lang. De 8,69 meter lange motoren  kunnen een snelheid van 750 km/u halen. Ody Mandrell hoopte met de grote motoren zich al botsend een weg naar de finish te banen. Op het einde van de 1de ronde van de Boonta Eve Classic werd een pit droid in zijn motoren gezogen en kon hij niet meer verder deelnemen aan de wedstrijd. 